# Shannon Messenger
Shannon Messenger (ur. 1 stycznia 1991) – amerykańska pisarka fantastycznonaukowa i fantasy.

## Twórczość
| Lp. | Tytuł                                | Wydawnictwo (Polska) | Wydawnictwo oryginału | Tytuł oryginału                         | Data publikacji (Polska) | Data publikacji (świat) |
| --- | ------------------------------------ | -------------------- | --------------------- | --------------------------------------- | ------------------------ | ----------------------- |
| 1   | Zaginione Miasta. Strażniczka        | IUVI                 | Simon & Schuster      | Keeper of the Lost Cities               | 3 października 2019      | 2 października 2012     |
| 2   | Zaginione Miasta. Wygnanie           | IUVI                 | Simon & Schuster      | Keeper of the Lost Cities. Exile        | 6 maja 2020              | 1 październik 2013      |
| 3   | Zaginione Miasta. Nadpłomień         | IUVI                 | Simon & Schuster      | Keeper of the Lost Cities. Everblaze    | 27 października 2020     | 4 listopada 2014        |
| 4   | Zaginione Miasta. Niewidziani        | IUVI                 | Simon & Schuster      | Keeper of the Lost Cities. Neverseen    | 13 października 2021     | 3 listopada 2015        |
| 5   | Zaginione Miasta. Gwiazda Przewodnia | IUVI                 | Simon & Schuster      | Keeper of the Lost Cities. Lodestar     | 6 kwietnia 2022          | 1 listopada 2016        |
| 6   | Zaginione Miasta. Ciemnonoc          | IUVI                 | Simon & Schuster      | Keeper of the Lost Cities. Nightfall    | 15 marca 2023            | 7 listopada 2017        |
| 7   | Zaginione Miasta. Przebłyski         | IUVI                 | Simon & Schuster      | Keeper of the Lost Cities. Flashback    | 24 lipca 2023            | 6 listopada 2018        |
| 8   |                                      |                      | Simon & Schuster      | Keeper of the Lost Cities. Legacy       |                          | 5 listopada 2019        |
| 8.5 |                                      |                      | Simon & Schuster      | Keeper of the Lost Cities. Unlocked     |                          | 16 listopada 2020       |
| 9   |                                      |                      | Simon & Schuster      | Keeper of the Lost Citites. Stellarlune |                          | 8 listopada 2022        |
| 9.5 |                                      |                      | Simon & Schuster      | Keeper of the Lost Cities. Unraveled    |                          | 12 marca 2024           |

| Lp. | Tytuł | Wydawnictwo (Polska) | Wydawnictwo oryginału | Tytuł oryginału | Data publikacji (Polska) | Data publikacji (świat) |
| --- | ----- | -------------------- | --------------------- | --------------- | ------------------------ | ----------------------- |
|     |       | Simon & Schuster     | Let the Sky Fall      |                 | 5 marca 2013             |                         |
|     |       | Simon & Schuster     | Let the Storm Break   |                 | 4 marca 2014             |                         |
|     |       | Simon & Schuster     | Let the Wind Rise     |                 | 26 kwietnia 2016         |                         |

## Nagrody
Za serię zaginione miasta w 2015 roku Shannon Messenger otrzymała Oregon Reader’s Choice Award

## Ekranizacje
- Jest planowana ekranizacja książki Zaginione Miasta. Strażniczka z Benem Affleckiem w roli reżysera i scenarzysty[3][4][5].